# マリア・ルシマール・ペレイラ
マリア・ルシマール・ペレイラ（Maria Lucimar Pereira、1890年9月3日? - 2022年5月21日）は、ブラジル・アクレ州に在住していた長寿の女性。1985年に証明された出生証明書より1890年生まれの131歳とされている。もともとの名前はパーラ・バヌ・ベーク・フニ・クイ（Parã Banu Bake Huni Kui）という名前だったが、登記所の登録手続きの関係上で現在の名前になった。

## 略歴
1890年、アクレ州フェイジョに生まれる。ブラジル西部に住んでいたカシナワ族の一人で、国立社会保障研究所によれば1890年9月3日生まれとなっていたという。研究所の職員は、出生記録を作成する過程で偶然この記録を見つけたという。
ポルトガル語は話さずカシナワ語のみを話し、都市に住んだこともなかったという。時折フェイジョに旅行する程度であった。自身の証明書が証明されたのは1985年、95歳の時であった。この村ではかなりの高齢であるのは珍しいことではなく、それ以外にも90歳を超える人物が村の80人のうち4人いた。生年が正しいかどうかは国内のソーシャルワーカーによって検証が行われているが、これまで調べられたデータでは生年の誤りなどは発見されていない。
2022年5月21日、131歳260日で死去した。